# باولا سوريس
باولا سوريس (بالإسبانية: Paola Suárez) (ولدت 23 يونيو 1976 في بيريغامنيو، بوينس آيرس، الأرجنتين) وكانت ضمن أول عشرة لاعبات على العالم في بدايات القرن الحالي. اكتسبت شهرة في 2004 عن طريق وصولها إلى نهائي تسع بطولات للفرق في اتحاد التنس للمحترفات، وعن طريق الوصول للدور قبل النهائي في بطولة فرنسا المفتوحة للتنس، التي انعقدت في باريس.

## روابط خارجية
- باولا سوريس على موقع رابطة محترفات التنس (الإنجليزية)
- باولا سوريس على موقع الاتحاد الدولي لكرة المضرب (الإنجليزية)
- باولا سوريس على موقع كأس بيلي جين كينغ (الإنجليزية)
- باولا سوريس على موقع خلاصة التنس.كوم (الإنجليزية)
- باولا سوريس على موقع أوليمبيديا (الإنجليزية)